# Provincia de Lauricocha

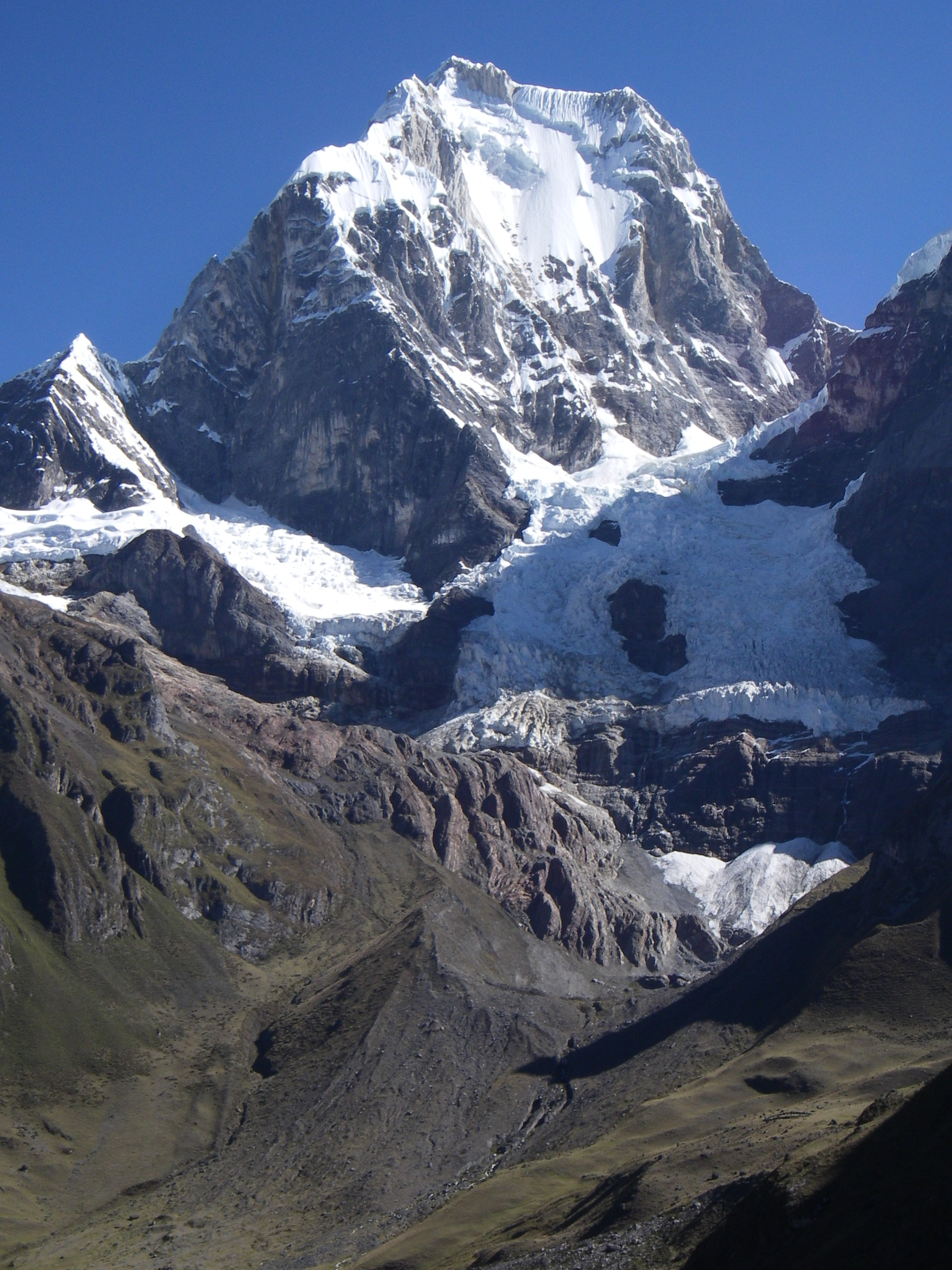
Nevado de Yerupajá

La provincia de Lauricocha es una de las once que conforman el departamento de Huánuco en el Perú. Limita por el norte con la provincia de Dos de Mayo y la provincia de Yarovilca, por el este con la provincia de Huánuco y la provincia de Ambo, por el sur con el departamento de Pasco y por el oeste con el departamento de Lima y el departamento de Áncash.
Desde el punto de vista jerárquico de la Iglesia católica, forma parte de la diócesis de Huánuco, sufragánea de la arquidiócesis de Huancayo.

## Toponimia
El nombre de esta provincia proviene de dos voces quechuas: llauri o sauri que significa 'azul' y cocha o gocha que significa 'lago' o 'laguna'. Por lo tanto, Lauricocha significa 'laguna azul'.
Charles-Marie de La Condamine ofrece esto: "Lauri-cocha o Llauri-cocha es una corrupción de Yauricocha, que en la lengua de los Incas, significa lago de figura de aguja".

## Historia

### Prehistoria
El antropólogo Augusto Cárdich descubrió en 1958 unos restos humanos, dentro de las cavernas de Uchcumachay, especialmente en la asignada con el nombre de L-2, a 4050 m s. n. m., próxima a la laguna Lauricocha. 
El hallazgo constaba de once esqueletos humanos, cuatro de adultos y siete de niños; también se encontró raspadores y lascas, huesos fosilizados de camélidos y cérvidos, raíces y tubérculos, proyectiles, figuras de animales, representaciones de danzas. El antropólogo señaló que la zona de Lauricocha parece haber presentado condiciones favorables para el asentamiento humano cuando los glaciares se retiraron del lugar, hecho que ocurrió hace aproximadamente diez mil años, pudo tener gran importancia además como asiento faunístico de especies muy estimadas para la caza especialmente cérvidos y cámelidos. Los cazadores de Lauricocha tenían una vida nómada, dedicándose a la cacería en chaco (en forma de anillo) según lo atestiguan las pinturas rupestres estudiadas en las paredes de las cuevas.
La antigüedad de los esqueletos se calculó con 9525 años de antigüedad, con lo cual se descubrió al hombre más antiguo de los andes de Sudamérica.
Las características principales de los fósiles humanos, conocidos posteriormente como el Hombre de Lauricocha:
- Cráneo alargado
- Cara ancha
- Estatura media de 162 cm
- Piernas cortas y musculosas (propias de cazador nómada)
- Dientes en forma de palas (preparadas para desgarrar los músculos de sus presas)

### República
Lauricocha, se independiza de la provincia de Dos de Mayo y se crea mediante Ley n.º 26458, con fecha 31 de mayo de 1995, en el primer gobierno del presidente Alberto Fujimori.
En la actualidad, es una provincia pujante, con gente perseverante, cálida con los visitantes.

## Geografía

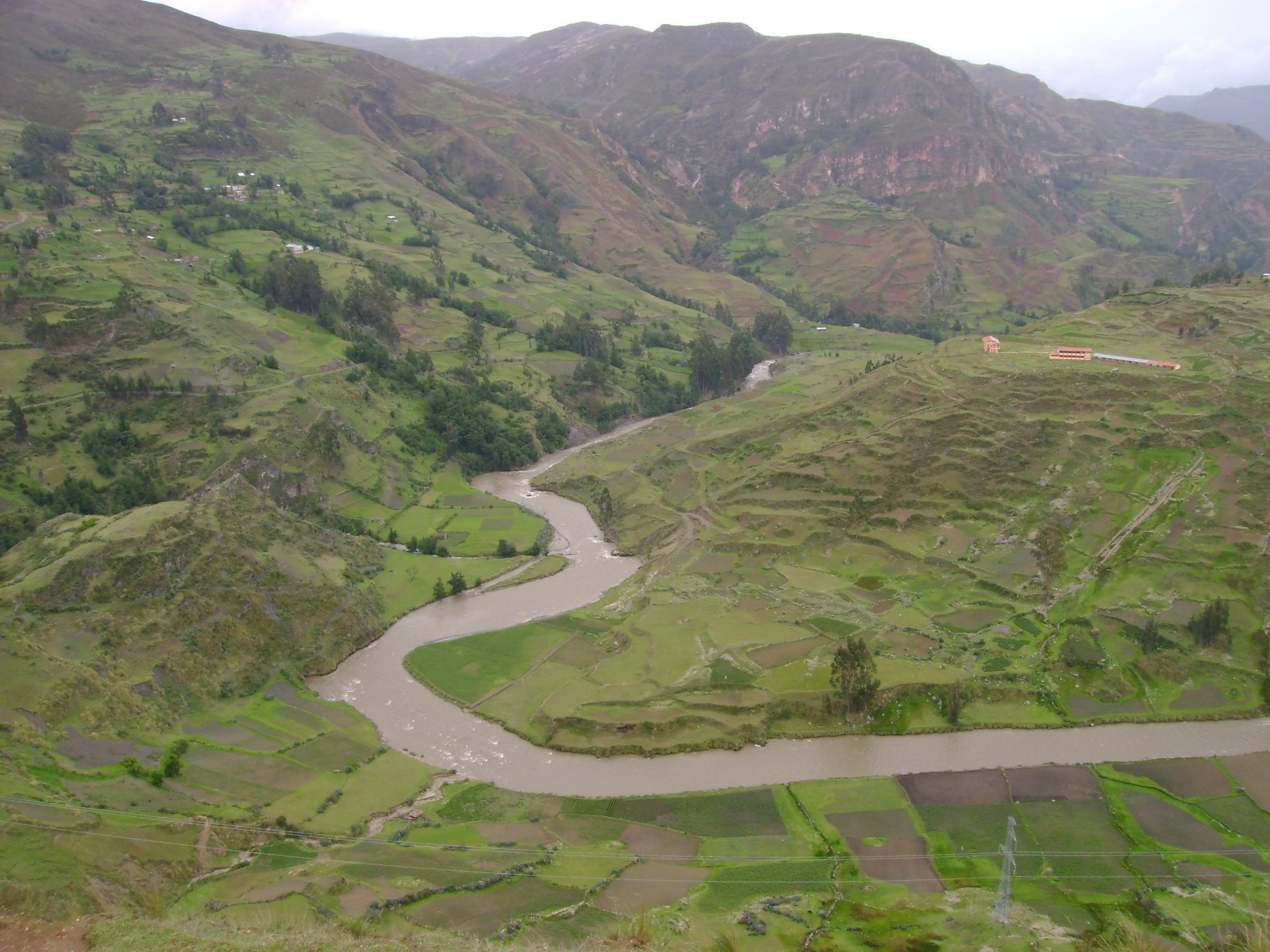
Río Marañón entre los distritos de Rondos y San Francisco de Asís

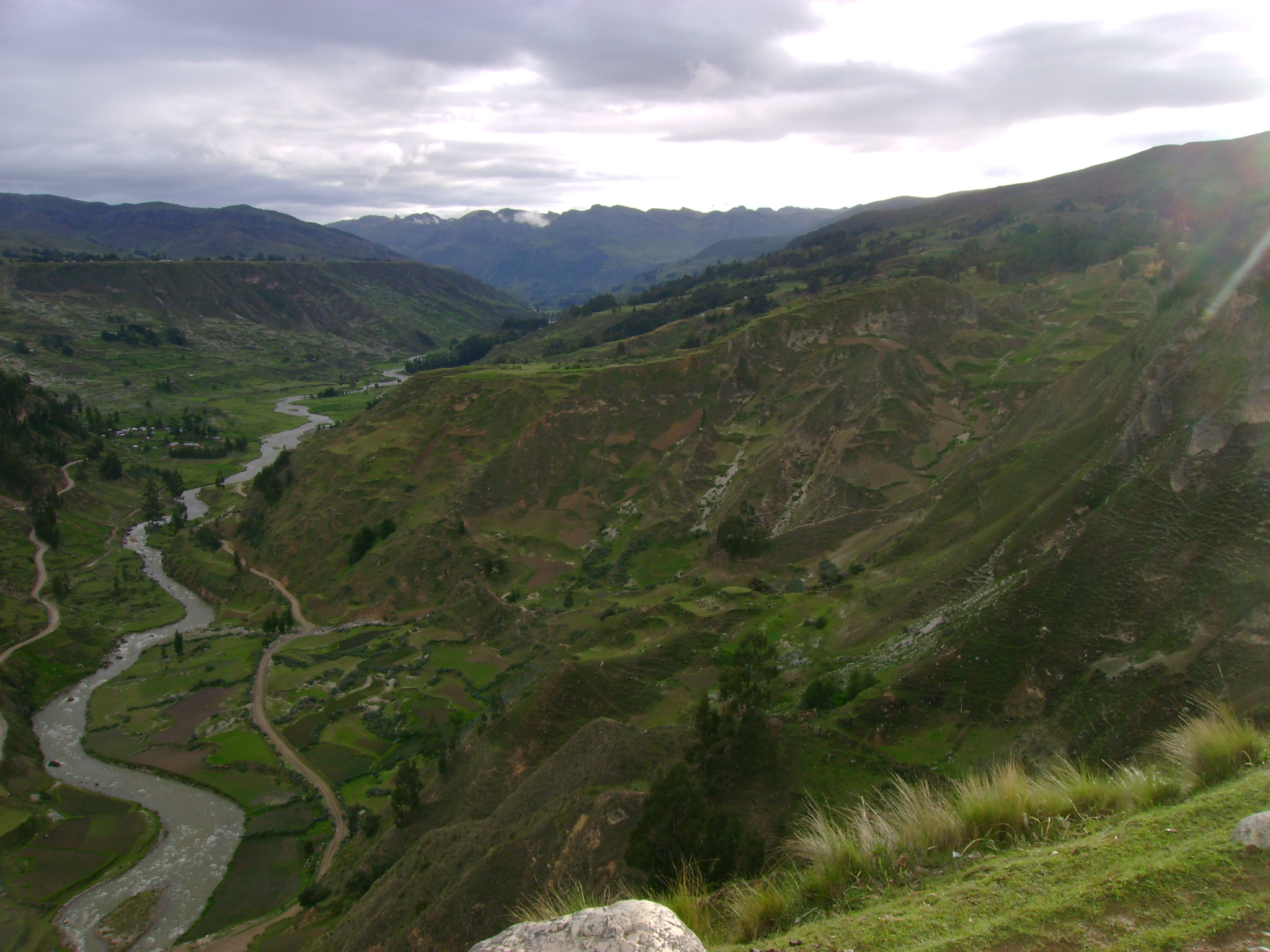
Río Nupe desde el mirador de la localidad de Rondos

La provincia tiene una extensión de 1860,13 km² (09° 58` 24” de latitud sur y 76° 40` 28” de longitud oeste) y es una de las provincias más altas de la región Huanuco (3800 m s. n. m. altitud promedio). Delimitado en su parte occidental por las vertientes orientales de las cordilleras de Huayhuash y Raura; y en su lado oriental por la vertiente occidental de la cordillera Central.

### Relieve e hidrografía
Su territorio es una meseta que en el sur en el límite con la región Pasco es casi uniforme interrumpido por los cordones montañosos y conforme se avanza hacia el norte tiende a ser más accidentado puesto que está interrumpida por diversas quebradas formada por los ríos que nacen de los deshielos de las cordilleras occidental y central.
De entre estos ríos dos son los principales que dan forma al área provincial: el Nupe y el Lauricocha. Los cuales determinan en el centro norte una región mesopotamica en forma de υ invertida. En sus márgenes, en forma de quebradas, se asientan las capitales de nueve de los once distritos de Lauricocha (Rondos y Huarín están ubicados en mesetas por encima de la línea de agua).
Estos dos ríos, al pie de la localidad de Rondos se unen y forman uno de los principales ríos del Perú, el Marañón, que posteriormente avanza hacia el noreste haciendo de límite entre los distritos de Rondos y San Francisco de Asís.

## Capital
La capital de la provincia es la ciudad de Jesús.

## División administrativa

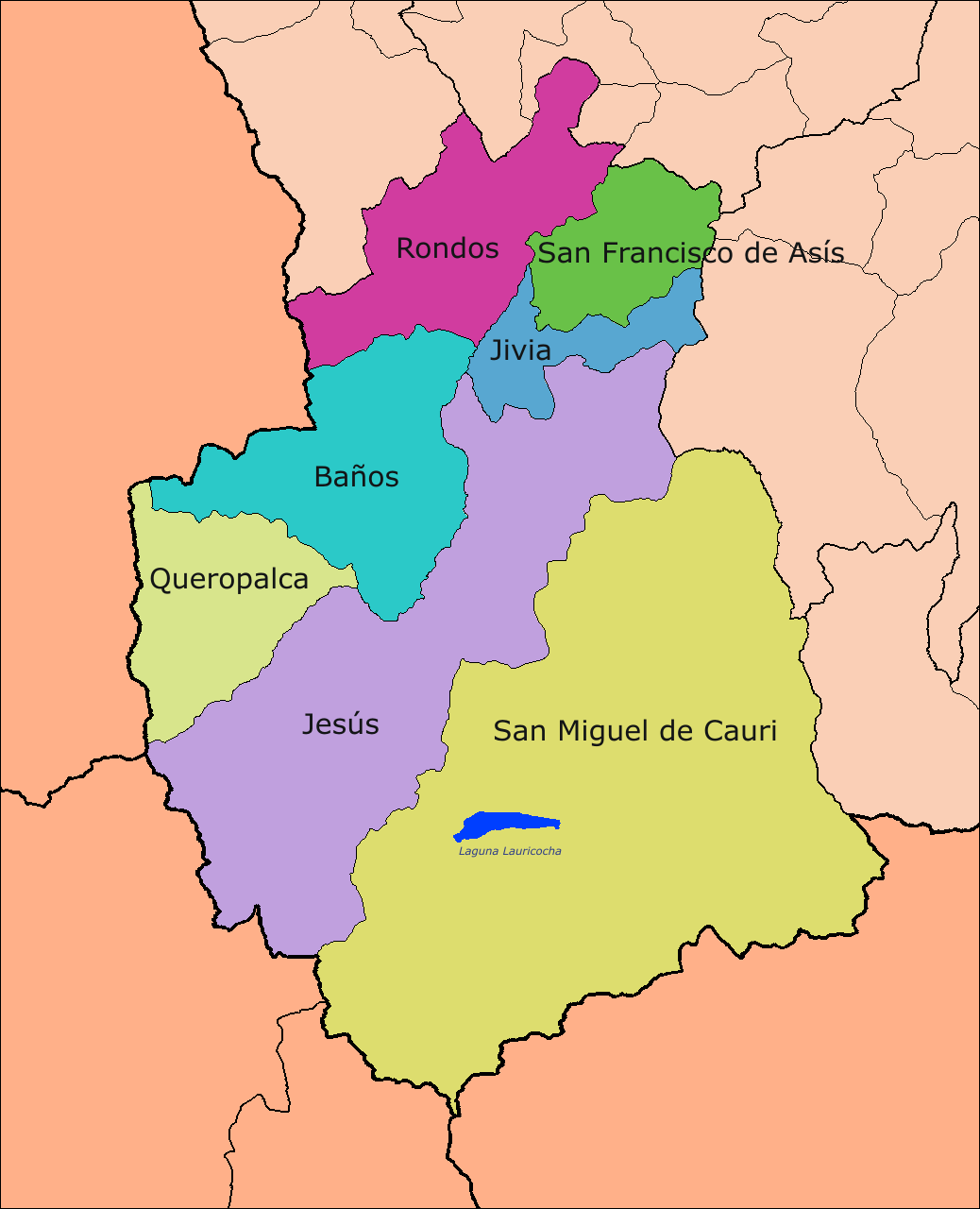
División administrativa de la provincia de Lauricocha

Se divide en siete distritos.
| Distritos de la provincia de Lauricocha | Distritos de la provincia de Lauricocha | Distritos de la provincia de Lauricocha | Distritos de la provincia de Lauricocha | Distritos de la provincia de Lauricocha |
| Ubigeo                                  | Distrito                                | Capital                                 | Ley                                     | Fecha                                   |
| --------------------------------------- | --------------------------------------- | --------------------------------------- | --------------------------------------- | --------------------------------------- |
| 101001                                  | Jesús                                   | Ciudad de Jesús                         | 26458                                   | 31 de mayo de 1995                      |
| 101002                                  | Baños                                   | Villa de Baños                          | 26458                                   | 31 de mayo de 1995                      |
| 101003                                  | Jivia                                   | Pueblo de Jivia                         | 343                                     | 6 de septiembre de 1920                 |
| 101004                                  | Queropalca                              | Pueblo de Queropalca                    | 14073                                   | 12 de mayo de 1962                      |
| 101005                                  | Rondos                                  | Pueblo de Rondos                        | 7665                                    | 27 de diciembre de 1932                 |
| 101006                                  | San Francisco de Asís                   | Pueblo de Huarín                        | 13418                                   | 20 de abril de 1960                     |
| 101007                                  | San Miguel de Cauri                     | Pueblo de Cauri                         | 9232                                    | 26 de diciembre de 1940                 |

## Población
La provincia tiene una población aproximada de 35 000 habitantes.

## Atractivos Turísticos
Cuenta con restos arqueológicos y atracciones naturales:
- Caliente, es una superficie aproximada de 15 ha, a inmediaciones de los Baños del Inca, en ella existen una series de pozas y manantiales, de donde fluyen aguas de diversas temperaturas, desde tibias hasta 70 °C. Estas aguas tienen propiedades medicinales para curar enfermedades del estómago, hígado, la piel y el reumatismo , entre otras, por lo que se les llama aguas milagrosas, destacando la laguna de Tinquicocha.

- Conog Cucho, estas aguas termo-minero-medicinales yacen a 5 km del sur de la localidad de Baños, son muy conocidas como milagrosas por sus propiedades curativas para las enfermedades reumáticas, nerviosas y de la piel.

- Sitio arqueológico de Quenac, se encuentra ubicado en la parte superior de la localidad de Jesús, ocupando una colina de pendientes ligera, las construcciones arquitectónicas son similares a la de Chiquía, los edificios más grandes tienen de 5 a 6 m de ancho por 7 m, de largo y por otro tanto de alto, en algunos casos se observan dos hileras de hornacinas en las paredes interiores tanto en el interior como en el exterior sobresalen largas lajas que habían sido utilizadas como escaleras, las puertas son trapezoidales.

- Sitio arqueológico de Chiquía, se encuentra ubicado en la margen izquierda del río Lauricocha a unos 4 km de la localidad de Jesús. Por las construcciones que presentan se puede decir que fue unos de los conjuntos más desarrollados e importantes de la cultura del Alto Marañón. Aquí se puede observar un complejo arquitectónico con numerosos y amplios edificios, algunos con características de vivienda. Existen edificaciones rectangulares de más de 30 m de largo por 9 m de ancho están hechas con materiales de rocas calizas semi-labradas unidos con argamasa de barro y los muros fluctúan de 60 cm a más.

- Cordillera Huayhuash, tiene una extensión de 40 km de norte a sur, correspondiendo a la vertiente oriental la más escarpada. Abarca muchos nevados importantes, sus paredes casi verticales por todos sus lados. Dominados por el famoso y segundo nevado más alto del Perú, el Yerupajá con 6634 m s. n. m. Y cuatro nevados que sobrepasan los 6000 m s. n. m.: Siula Grande (6356 m s. n. m.), Sarapo (6143 m s. n. m.), Jirishanca (6126 m s. n. m.), Yerupajá chico (6121 m s. n. m.) además de encontrarse otros 7 nevados con más de 5000 m s. n. m.

- Nevado Yerupajá, con 6634 m de altura, es el segundo nevado más alto del Perú, ha ganado fama mundial por sus imponentes paredes y escalofriantes picachos. Presenta un fascinante atractivo para los deportistas, científicos y estudiosos que en repetidas oportunidades y en pos de su cumbre, han partido muchas expediciones. Los intentos fueron realizados principalmente por la cresta sur y la pared oeste.

- Cordillera de Raura, se encuentra el sur de la cordillera Huayhuash, de donde nacen los ríos Huaura, Marañón y Huallaga, tiene una singular belleza natural, sus nevados son propicias para la práctica del montañismo y esquí, y sus glaciares dan origen a numerosas lagunas de aguas cristales, como Lauricocha en el distrito de San Miguel de Cauri.

- Laguna Lauricocha, se encuentra aproximadamente a 3850 m s. n. m. Mide 7 km de largo por 1,5 km de ancho, tiene 75 m de profundidad. Esta laguna da origen al río Lauricocha. En sus orillas, crecen los totorales y en sus aguas se desarrollan abundante trucha.

- Cuevas de Lauricocha, se encuentra también en el distrito de San Miguel de Cauri a casi 3900 m s. n. m., a inmediaciones de la laguna Lauricocha, fue descubierto por el Ing. Augusto Cardich Loarte en 1957. Luego, en 1958-59, descubre en la Cueva L de 2 a 3 metros de profundidad 7 esqueletos con una antigüedad de 9525 años pertenecientes a los hombres primitivos, cazador y nómades.

## Autoridades

### Regionales
- Consejero regional
  - 2019-2022:[3] Pedro Ibán Albornoz Ortega (Avanza País - Partido de Integración Social)

### Municipales
- 2019-2022[3]
  - Alcalde: Edison Eufracio Díaz Esquivel, de Avanza País - Partido de Integración Social.
  - Regidores:

  1. Beder Bustamante García (Avanza País - Partido de Integración Social)
  2. Yesenia Lusmila Soto Silva (Avanza País - Partido de Integración Social)
  3. Memoración Eunofre Rojas (Avanza País - Partido de Integración Social)
  4. Teobaldo Germán Ureta Quiroz (Avanza País - Partido de Integración Social)
  5. Lenin Gilberto González Bernal (Avanza País - Partido de Integración Social)
  6. Baldwin Vara Estrada (Alianza para el Progreso)
  7. Fernan Hilario Tacuche Carbajal (Avanzada Regional Independiente Unidos por Huanuco)

### Policiales
- Comisario: PNP